# Кристина (телесериал, 2021)
«Кристина» — российский веб-сериал 2021 года режиссёра Владимир Ракша.

## Сюжет
Крис работает в зоомагазине. Она ждёт отпуск со своим парнем Кириллом. В первый же день отпуска все планы Крис летят к чертям: в Инстаграме она видит пост своего бывшего бойфренда Сергея, погибшего 5 лет назад. Поссорившись с Кириллом и отправившись на поиски Сергея, Крис обнаруживает не только бывшего, но и другую версию себя — уверенную и успешную Тину. Если Сергей не погиб и 5 лет назад они поженились, кто же из девушек — настоящая Кристина?

## В ролях
- Юлия Хлынина — Кристина
- Антон Филипенко — Сергей
- Андрей Ургант — Юрий, отец Кристины
- Софья Донианц
- Максим Радугин
- Алёна Апина
- Евгения Дмитриева
- Пётр Скворцов — Кирилл, парень Крис

## Критика
На сайте film.ru зрители оценили сериал первого сезона выше среднего, он получил оценку в 6 звёзд из 10 (35 голосов).

## Съёмка
Актриса Юлия Хлынина сыграла сразу две героини, для некоторых сцен было задействовано девять дублёров. На осень 2022 года запланированы съёмки 2-го сезона, на YouTube 19 октября 2021 года был опубликован тизер.